# Sloe
Le Sloe est une ancienne voie navigable néerlandaise entre Walcheren et Beveland-du-Sud, en Zélande. Auparavant, elle reliait d'une part le Veerse Gat et la Zandkreek au nord et d'autre part la Honte ou l'Escaut occidental au sud. 

## Histoire
La mention la plus ancienne du nom « Sloe » remonte à environ 1630. La voie navigable existait déjà depuis longtemps sous le nom Jonker Fransgat ou Jonker Fransengat, baptisée d'après Frans van Brederode qui, en 1488, navigua avec une flotte de 48 navires sur ce bras de mer : il dut le franchir pour protéger Arnemuiden, démontrant pour la première fois la navigabilité de ce canal.
Durant des siècles, le Sloe a été un point de passage important pour les liaisons maritimes en Zélande. Il était protégé par Fort Rammekens.
En raison de l'ensablement et de l'endiguement des lais environnants, l'importance du Sloe a diminué lentement au cours du XIXe siècle.

## Sloedam
En 1871, la construction du Sloedam (le « Barrage sur le Sloe ») au centre du Sloe le partage en deux : depuis lors, on parle du Noord-Sloe et du Zuid-Sloe. Des deux côtés du Sloedam, des sédiments se sont accumulés.

## Noord-Sloe
Dans le Noord-Sloe, deux polders, perdus par la suite, ont été créés : le Bastiaan de Langpolder (1847-1897) et le Calandpolder (1857-1901).
Après la construction du Zandkreekdam et du Veerse Gatdam et la création du Veerse Meer, le Noord-Sloe est devenu une zone touristique le long de ce lac. Le port de plaisance Oranjeplaat près d'Arnemuiden, le camping De Witte Raaf, un parc de bungalows et un terrain de loisirs de jour se partagent désormais le territoire connu autrefois sous le nom de Noord-Sloe.

## Zuid-Sloe
Dans le Zuid-Sloe, deux polders ont aussi été créés : le Quarlespolder (1949) et le Nieuwe Polder (1962). La superficie de ce dernier avait été initialement prévue considérablement plus importante : entre-temps, il fut décidé de consacrer sa partie méridionale à une nouvelle zone portuaire et industrielle, Vlissingen-Oost, construite entre 1961 et 1964.